# Клиентелизм
Клиентелизм (англ. clientelism, от лат. clientēla) — система иерархических взаимоотношений между двумя акторами (обычно называемых патроном и клиентом), подразумевающая предоставление доступа к экономическим благам, назначение на политические должности или продвижение по службе в обмен на поддержку, в том числе на выборах.
Название происходит от понятия клиентелы, первоначально означающего систему социальной, экономической и юридической зависимости одних граждан от других в древнеримском обществе (см. также патронат).

## Исследования
Выделяют две волны в изучении политического клиентелизма:
- Первая волна, относящаяся к 1950-1970-м гг., была связана с организацией власти в новых государствах, появившихся в результате деколонизации и была вдохновлена в первую очередь социально-антропологическим и социологическим подходом к проблеме. К авторам первой волны можно отнести Скотта, Лемаршана, Ланде[нем.].
- Вторая волна, охватывающая 2000-е, привлекала уже исследователей из числа экономистов и политологов, и затрагивала новые демократии. Ключевые авторы: Стоукс[англ.], Китчельт.